# SEMPO -日本のシンドラー 杉原千畝物語-
『SEMPO 〜日本のシンドラー 杉原千畝物語〜』（センポ にほんのシンドラー すぎはらちうねものがたり）は、日本のシンドラーと呼ばれた杉原千畝を題材とした、日本のミュージカル。初演は2008年で、2013年に再演。主演は吉川晃司で、音楽は中島みゆきが担当している。

## キャスト

### 2008年公演
- 杉原千畝：吉川晃司
- 杉原幸子：森奈みはる（当初は愛華みれの予定だったが体調不良で降板[2]）
- トニー／ノエル：今拓哉
- エバ：彩輝なお
- エリーゼ：井料瑠美
- ビル／ニシュリ：泉見洋平
- 杉原節子：辛島小恵
- グッシェ：田村雄一
- ソリー：池田祐見子
- カイム：沢木順
- ガノール／ヒットラー／：川本昭彦
- ベイブ・フランツ・コレオ：宇都宮直高
- シモン：ICHIDAI(ROLL DAYS)
- ペーター／執事：篠田仁志
- 日本／ベネット：斉藤レイ
- ソ連／リリー：徳垣友子
- ドイツ／カレン：グレース美香
- 親衛隊1：笠原竜司
- 親衛隊2：伊勢田隆弘
- 親衛隊3：福永吉洋
- ニーナ：長尾純子
- アンサンブル1：田中馨
- アンサンブル2：江波戸恵美
- アンサンブル3：鈴木莉菜
- アンサンブル4：石毛美帆
- ルネ：宮本竜圭
- ジョセフ／ソビエト将校：水澤心吾
- ローゼンツ：あぜち守
- マスター・ズブニク：河内喜一朗
- 杉原弘樹：織葉、近藤亜紀 ※Wキャスト
- 子供1：近藤真由、速見里菜 ※Wキャスト
- 子供2：横山なつみ、藤谷舞子 ※Wキャスト

### 2013年公演
- 杉原千畝：吉川晃司
- 杉原幸子：鈴木ほのか
- ノエル：坂元健児
- エバ：白羽ゆり
- 杉原節子：片山陽加（AKB48）・佐藤亜美菜（AKB48） ※Wキャスト
- 松岡洋右：山本芳樹
- シモン：Kimeru
- ニシュリ：和田琢磨
- ファルバスク：永山たかし
- グッシュ：栗原英雄
- ガノール：熱海将人
- ルネ：水野栄治
- ユダヤ人ダンサー：徳垣友子
- フランツ：関戸博一（Studio Life）
- 外務省職員：飯田太極
- ニーナ：近藤亜紀・杉原織葉（杉原千畝の曾孫） ※Wキャスト
- 外務省秘書官：宮本竜圭
- ローゼンツ：あぜち守
- ジョセフ：河内喜一朗（Studio Life）
- エリーゼ：マルシア
- カイム：沢木順
- ユダヤ人ダンサー：中本雅俊
- ユダヤ人ダンサー：下道純一
- ユダヤ人ダンサー：大木智貴
- ユダヤ人ダンサー：那須幸蔵
- ユダヤ人ダンサー：中島康宏
- ユダヤ人ダンサー：佐々木誠
- ユダヤ人ダンサー：遠藤瑠美子
- ユダヤ人ダンサー：香月彩里
- ユダヤ人ダンサー：可知寛子
- ユダヤ人ダンサー：伯鞘麗名
- ユダヤの民：鈴木花奈
- ユダヤの民：大胡愛恵
- ユダヤの民：鈴木莉菜
- ユダヤの民：石毛美帆
- ユダヤの民：相馬毬花・千葉まゆ ※Wキャスト
- ユダヤの民：細田藍良・小倉優佳 ※Wキャスト
- ユダヤの民：加藤綾香・鈴木桃子 ※Wキャスト

## スタッフ

### 2008年公演
- 脚本・プロデューサー：川崎登、山田修爾
- 演出・脚色：大谷美智浩
- 音楽：中島みゆき、吉川晃司、PETER YARIN
- 音楽監督：奈良部匠平
- 振付監修：上島雪夫
- 振付：平澤智
- 衣装：宇野善子
- 企画・制作：ライズ・プロデュース

### 2013年公演
- 演出・振付：上島雪夫
- 作曲：中島みゆき、吉川晃司、PETER YARIN
- 脚本：川﨑登
- 音楽監督：脇田崚多郎
- 舞台監督：澤麗奈（ARTISAN STAGE WARKS 合同会社）
- 美術：松井るみ
- 照明：塚本悟
- 音響：戸田雄樹（エディス グローヴ）
- 衣裳製作：東宝舞台
- ヘアメイク：角田和子
- 演出助手：木下マカイ
- 宣伝デザイン：ダンデザイン
- プロデューサー：川﨑登・山田修爾
- 制作：（株）ライズ・プロデュース
- 主催：SEMPO制作委員会
- 後援：NPO法人杉原千畝命のビザ、杉原千畝研究会

## 公演日程

### 2008年公演
- 2008年4月4日 - 4月22日：新国立劇場 中劇場
- 2008年4月26日 - 4月27日：名鉄ホール
- 2008年5月2日 - 5月8日：新神戸オリエンタル劇場

### 2013年公演
- 2013年9月10日（金）- 9月29日（日）：全24回（新国立劇場・東京）